# Pacifigorgia ferruginea
Pacifigorgia ferruginea är en korallart som beskrevs av Breedy och Rafael Guzmán 2004. Pacifigorgia ferruginea ingår i släktet Pacifigorgia och familjen Gorgoniidae. Inga underarter finns listade i Catalogue of Life.